# C. Bruno Bayha
Die C. Bruno Bayha GmbH ist ein deutscher Hersteller von chirurgischen Instrumenten aus Tuttlingen. Ihre Gründung geht auf den Chirurgiemechaniker Carl Bruno Bayha (1870–1934) im Jahr 1900 zurück.
Er begann mit der Fertigung chirurgischer Grundinstrumente in einer kleinen Werkstatt im Tuttlinger Stadtgebiet. Im Jahr 1921 erwarb er die frühere Brauerei und Malzfabrik „Sonne“ und verlegte seinen Betrieb dorthin. Ein Produktkatalog aus diesem Jahr zeigt auf 133 Seiten eine breite Palette von chirurgischen Instrumenten. Die Firma beschäftigte damals bis zu 120 Mitarbeiter.
In der zweiten Generation führten seine Söhne Chirurgiemechanikermeister Bruno Bayha und Kaufmann Karl Bayha die Firma weiter. Ein Meilenstein in der Unternehmensgeschichte war 1927 die Entwicklung und Herstellung auswechselbarer Operationsmesser (chirurgische Skalpelle). Üblich waren bis dato feststehende Operationsmesser, bei denen Griff und Klinge aus einem Werkstück hergestellt wurden.